# Sargent-Regel
In der Kernphysik liefert die Sargent Regel (auch {\displaystyle Q^{5}}-Regel) einen Zusammenhang zwischen der beim Beta-Zerfall maximal freiwerdenden Energie {\displaystyle Q} und der Zerfallskonstanten {\displaystyle \Gamma }. Für manche Nuklide gibt es aufgrund von Auswahlregeln große Abweichungen von der Sargent-Regel. Sie wurde benannt nach ihrem Entdecker, dem kanadischen Atomphysiker Bernice Weldon Sargent.

## Empirische Entdeckung
In den 1930er Jahren beschäftigte sich Sargent mit dem Emissionsspektrum des Beta-Zerfalls verschiedener Stoffe. Dabei fand er heraus, dass die Zerfallskonstante {\displaystyle \Gamma } proportional zur fünften Potenz der maximalen kinetischen Energie des Elektrons ist:

{\displaystyle \Gamma \sim Q^{5}.}
Die theoretische Erklärung wurde später von Enrico Fermi gefunden.

## Herleitung durch Enrico Fermi
Den Ausgangspunkt für die theoretische Herleitung liefert Fermis Goldene Regel in Kombination mit Fermis Theorie der Schwachen Wechselwirkung.

### Fermis Goldene Regel
{\displaystyle \Gamma _{N\rightarrow P}={\frac {2\pi }{\hbar }}|{\mathcal {M}}_{N\rightarrow P}|^{2}\int \limits _{M_{\mathrm {e} }c^{2}}^{Q}\mathrm {d} E{\frac {\mathrm {d} \rho }{\mathrm {d} E}}}
mit der reduzierten Planck-Konstante {\displaystyle \hbar }, dem Übergangsmatrixelement bzw. die Wahrscheinlichkeitsamplitude {\displaystyle {\mathcal {M}}_{N\rightarrow P}} für den schwachen Zerfall eines Neutrons in ein Proton und dem Phasenraumfaktor {\displaystyle \rho }. Die Elektronenmasse {\displaystyle M_{\mathrm {e} }} multipliziert mit der Vakuumlichtgeschwindigkeit stellt die untere Integrationsgrenze dar. Die obere Integrationsgrenze {\displaystyle Q} gewährleistet, dass das gesamte Spektrum berücksichtigt wird.

### ÜbergangsmatrixelementℳN → P
Es gibt zwei mögliche Übergänge für den Beta-Zerfall, den Fermi-Übergang, der aus dem Vektoranteil der schwachen Wechselwirkung stammt und den Gamow-Teller-Übergang, der seinen Ursprung in der Axialvektorkopplung hat.
{\displaystyle |{\mathcal {M}}_{N\rightarrow P}|^{2}=(g_{\mathrm {V} }^{2}+3g_{\mathrm {A} }^{2})/V^{2}}
Beim Axialübergang fallen alle Spin-Freiheitsgrade ins Gewicht. Das wird durch den Faktor 3 vor der Axialkopplung {\displaystyle g_{\mathrm {A} }^{2}} berücksichtigt.
Bei der Vektorkopplung {\displaystyle g_{\mathrm {V} }^{2}} hingegen sind die Spin-Freiheitsgrade nicht relevant, da es sich um einen reinen Vektor ohne Axial-Anteil handelt (Drehimpulse sind Axialvektoren).
{\displaystyle V} ist das Volumen des Ortsraums, in dem der Zerfall stattfindet.

### Phasenraum und Zustandsdichte
Wegen der großen Masse des Kerns, kann dieser aus den kinematischen Betrachtungen näherungsweise ausgeschlossen werden. Der Endzustand wird dann durch einen Zwei-Teilchen-Phasenraum (Elektron und Anti-Neutrino) beschrieben. 
Ein Element des Phasenraumes hat das Volumen 
{\displaystyle \mathrm {d} ^{3}x_{\mathrm {e} }\mathrm {d} ^{3}x_{\nu }\mathrm {d} ^{3}p_{\mathrm {e} }\mathrm {d} ^{3}p_{\nu }/(2\pi \hbar )^{6}.}
Die Integrale über den Ortsraum können direkt ausgeführt werden und liefern zusammen einen Faktor {\displaystyle V^{2}}. 
Um die Integrale im Impulsraum auszuführen, werden noch die Dispersionsrelationen für das Elektron und das Neutrino (wird hier als masselos angenommen) benötigt:
{\displaystyle p_{\mathrm {e} }^{2}\mathrm {d} p_{\mathrm {e} }={\frac {1}{c^{3}}}E_{\mathrm {e} }{\sqrt {E_{\mathrm {e} }^{2}-M_{\mathrm {e} }^{2}c^{4}}}\mathrm {d} E_{\mathrm {e} },}
{\displaystyle p_{\nu }^{\mathrm {2} }\mathrm {d} p_{\nu }={\frac {1}{c^{3}}}E_{\nu }^{2}\mathrm {d} E_{\nu }.}
Durch eine Normierung auf die Ruheenergie des Elektrons kann die Phasenraumintegration auf die Form
{\displaystyle \int \limits _{M_{\mathrm {e} }c^{2}}^{Q}\mathrm {d} E{\frac {\mathrm {d} \rho }{\mathrm {d} E}}=V^{2}{\frac {M_{\mathrm {e} }^{5}c^{4}}{4\pi ^{4}\hbar }}f({\mathcal {E}}_{0})}
mit {\displaystyle {\mathcal {E}}_{0}=Q/M_{\mathrm {e} }c^{2}~~~~}  und  {\displaystyle ~~~~f({\mathcal {E}}_{0})=\int \limits _{1}^{{\mathcal {E}}_{0}}\mathrm {d} {\mathcal {E}}\,{\mathcal {E}}{\sqrt {{\mathcal {E}}^{2}-1}}({\mathcal {E}}_{0}-{\mathcal {E}})^{2}}
gebracht werden.
Berücksichtigt man noch den Zusammenhang zwischen der Zerfallskonstanten und der Lebensdauer so erhält man zusammen mit dem Matrixelement {\displaystyle {\mathcal {M}}_{N\rightarrow P}}
{\displaystyle {\frac {1}{\tau }}={\frac {M_{\mathrm {e} }^{5}c^{4}}{2\pi ^{3}\hbar ^{7}}}(g_{\mathrm {V} }^{2}+3g_{\mathrm {A} }^{2})\cdot f({\mathcal {E}}_{0}).}

### Sargent-Regel
Für große Energie ({\displaystyle Q\gg M_{\mathrm {e} }c^{2}}) gilt näherungsweise
{\displaystyle f({\mathcal {E}}_{0})\approx {\frac {{\mathcal {E}}_{0}^{5}}{30}}}
und damit 
{\displaystyle {\frac {1}{\tau }}={\frac {1}{\hbar ^{7}c^{6}}}\cdot (g_{\mathrm {V} }^{2}+3g_{\mathrm {A} }^{2})\cdot {\frac {Q^{5}}{60\pi ^{3}}}.}